# Faramana
Faramana è un dipartimento del Burkina Faso classificato come comune, situato nella provincia di Houet, facente parte della Regione degli Alti Bacini.
Il dipartimento si compone del capoluogo e di altri 7 villaggi: Bambe, Biena, Koakourima, Kobi, Kouni, Siankoro e Ty.